# 今池駅 (愛知県)
今池駅（いまいけえき）は、愛知県名古屋市千種区今池5丁目にある、名古屋市営地下鉄の駅である。

## 概要
東山線と桜通線が乗り入れている。東山線にはH13、桜通線にはS08の駅番号が付与されている。両線は西側（名古屋都心寄り）で並行しており、桜通線は東山線のバイパス路線の役割を担っているが、当駅を境に東側はそれぞれ分岐し別の方面へ向かう。
桜通線駅務区今池管区駅が管轄する駅であり、太閤通駅、名古屋駅、丸の内駅、桜山駅、新瑞橋駅、野並駅、徳重駅を除く桜通線全駅を管理している。なお桜通線運転区も当駅構内に設置されており、桜通線ホームでは運転士の交代が行われている。

## 歴史
- 1960年（昭和35年）6月15日：1号線（東山線）の池下延伸に伴い駅が開業する[2]。
- 1989年（平成元年）9月10日：桜通線が開業（当時は終着駅）し[4]、12箇所の出入口を有する名古屋市営地下鉄屈指の規模の駅となる。
- 1994年（平成6年）3月30日：桜通線が野並駅まで延伸し途中駅となる[5]。
- 2011年（平成23年）2月11日：ICカード乗車券「manaca」のサービス開始に伴い、当駅でも供用開始。
- 2011年（平成23年）4月30日：桜通線で可動式ホーム柵使用開始。
- 2011年（平成23年）12月21日： 東山線ホームへのエレベーター供用開始[6]。
- 2013年（平成25年）3月30日：地上へのエレベーターを供用開始。
- 2015年（平成27年）11月29日：東山線で可動式ホーム柵使用開始。
- 2021年（令和3年）3月16日：駅構内のエレベーター新設工事現場で行っていた溶接作業の火花が、既存エスカレーターの機械油を含んだ埃に飛び火して火災が発生し、東山線と桜通線が一時運転見合わせ[7][8]。この影響で、4月27日まで上下エスカレーターが使用停止、その後2022年2月に完全復旧した[9]。
- 2021年（令和3年）6月11日：東山線と桜通線を結ぶ改札内乗換エレベーターが供用開始。これにより、名古屋市営地下鉄の乗換駅全てでエレベーター使用のみでの地下鉄他線との改札内乗換が可能となる[10]。

## 駅構造

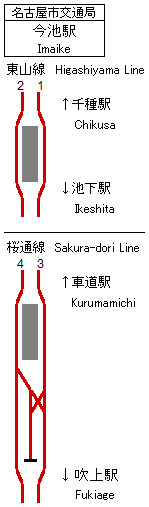
配線図

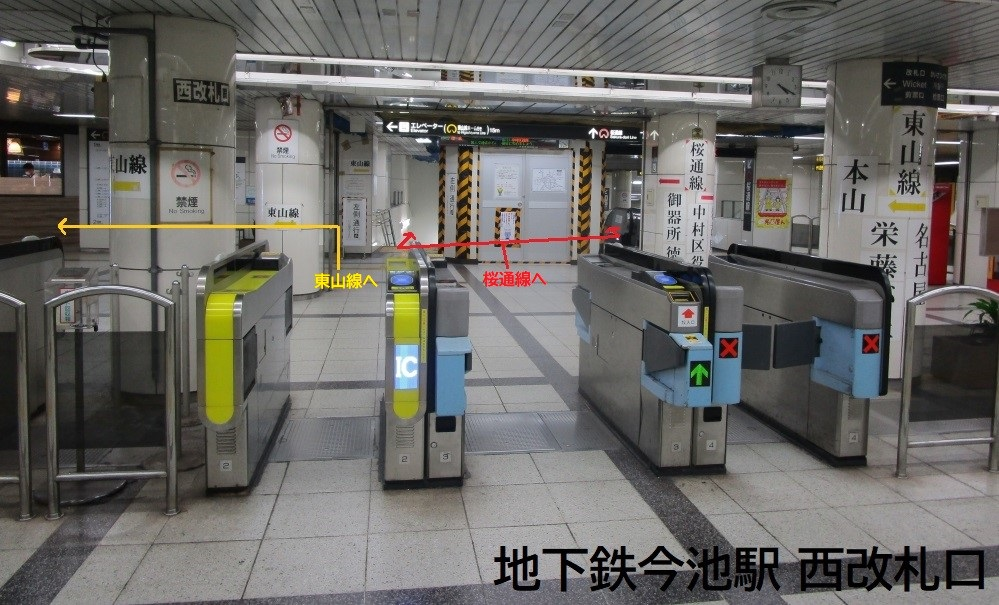
西改札口(エレベーター工事完了前)

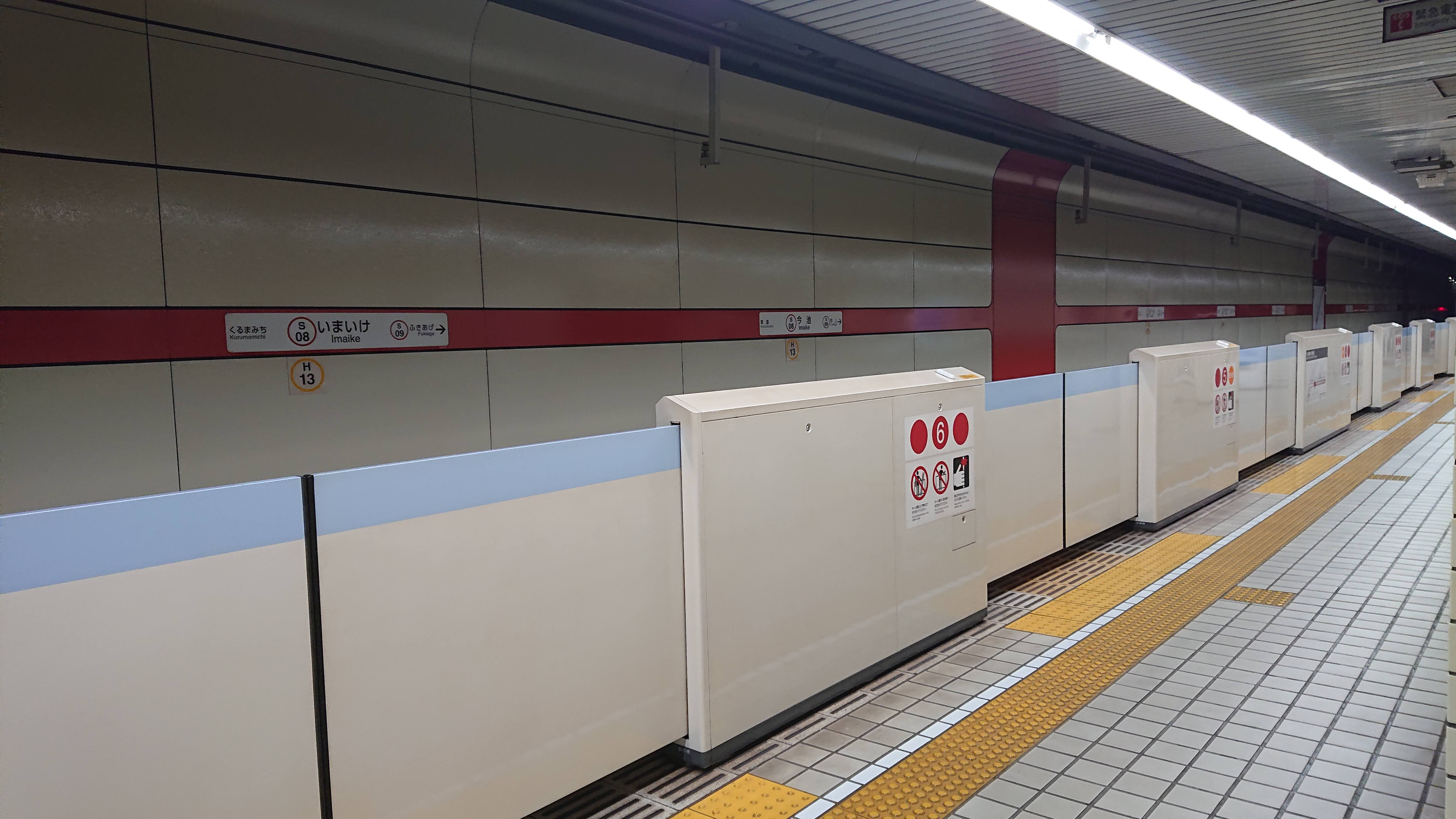
プラットホーム

東山線、桜通線ともに島式ホーム1面2線を持つ地下駅で可動式ホーム柵が設置されている。アクセントカラーは、桜通線が藤色、東山線が青。東山線ホームは15m車6両、桜通線ホームは20m車8両編成まで対応している。
桜通線は開業当初終着駅であったため、徳重方面に渡り線及び、留置線を1本有する。この留置線は縦に長く、20m級車8両を縦に2編成留置することが可能である。
東山線西改札（西側）に「カフェ・ド・クリエ地下鉄今池駅店」が、同（東側）にコンビニエンスストア「ファミリーマート東山線今池駅店」が、及び同改札外にステーションATM（イオン銀行）が設置されている。（桜通線ホームにコンビニエンスストア「ファミリーマート桜通線今池駅店」があったが、後に閉店。その店舗跡は現在使用されていない。）また、東山線ホーム直上のコンコースに今池地下街があったが後に廃止されており、一部が地上へのエレベーター設置スペースとして使われている。

### のりば
| ホーム | 路線   | 行先                 |
| ------ | ------ | -------------------- |
| 1      | 東山線 | 東山公園・藤が丘方面 |
| 2      | 東山線 | 栄・名古屋・高畑方面 |
| 3      | 桜通線 | 新瑞橋・徳重方面     |
| 4      | 桜通線 | 名古屋・太閤通方面   |

### 乗り換えについて
東山線 → 桜通線 : 桜通線が比較的深い位置にあるため、比較的長い距離の移動を要する。同線ホームへは、東山線ホームの千種方にある階段またはエスカレーターまたはエレベーターで改札階に一旦上がり、階段またはエスカレーターまたはエレベーターで下るルートの利便性が比較的高い。なお、東山線ホーム中程にある連絡通路からの通路および階段を経由して桜通線ホームまで達することも可能だが、23時20分以降は閉鎖となる。
桜通線 → 東山線 : 桜通線ホームの久屋大通方にある階段またはエスカレーターまたはエレベーターで改札階に一旦上がり、東山線ホームへの階段またはエレベーターを下る。または、エスカレータ右の階段を上り連絡通路を経由し、東山線ホームへの階段を上る。
東山線と桜通線との乗換駅は当駅の他に名古屋駅があるが、当駅の方が若干乗り換え時間が短い。

### エレベーターの設置状況
ホームへのエレベーターは、かつては桜通線にのみ設置されていたが、新たに東山線ホームへのエレベーターも2011年12月21日より供用を開始した。また、地上へのエレベーターはコンコース（2013年3月27日供用開始）に設置されているほか、コンコースと直結する今池ガスビル（9時から22時）のものが案内されている。桜通線ホームと西改札口付近を結ぶ乗り換え用エレベーターは2021年6月11日に供用を開始した。

今池駅構内図
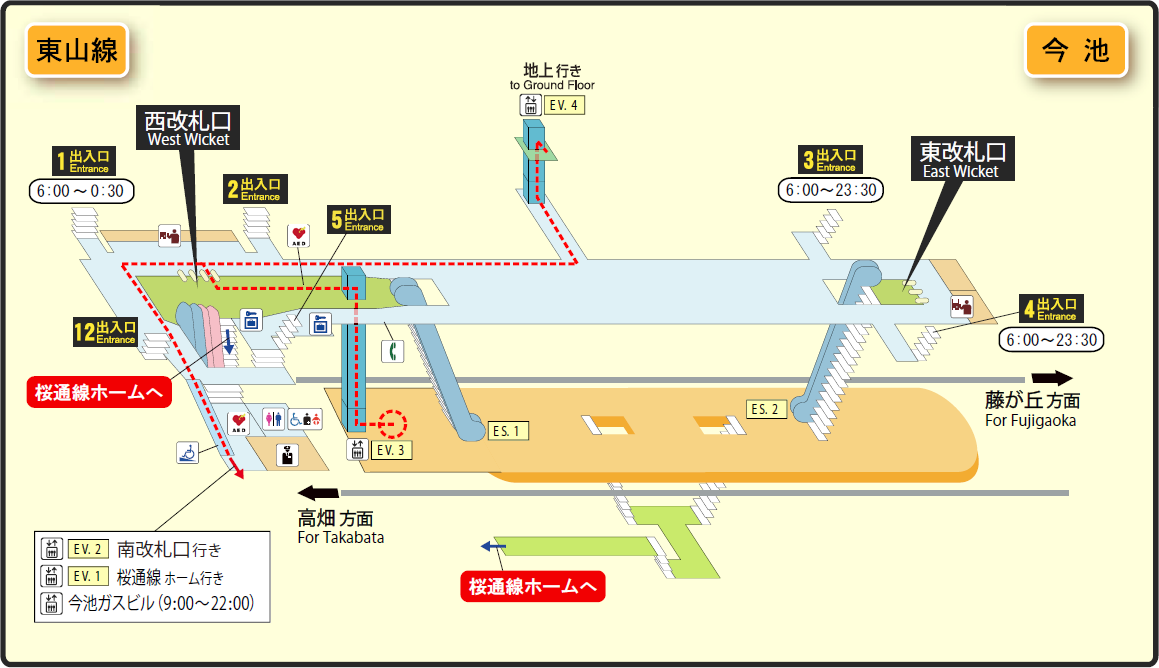
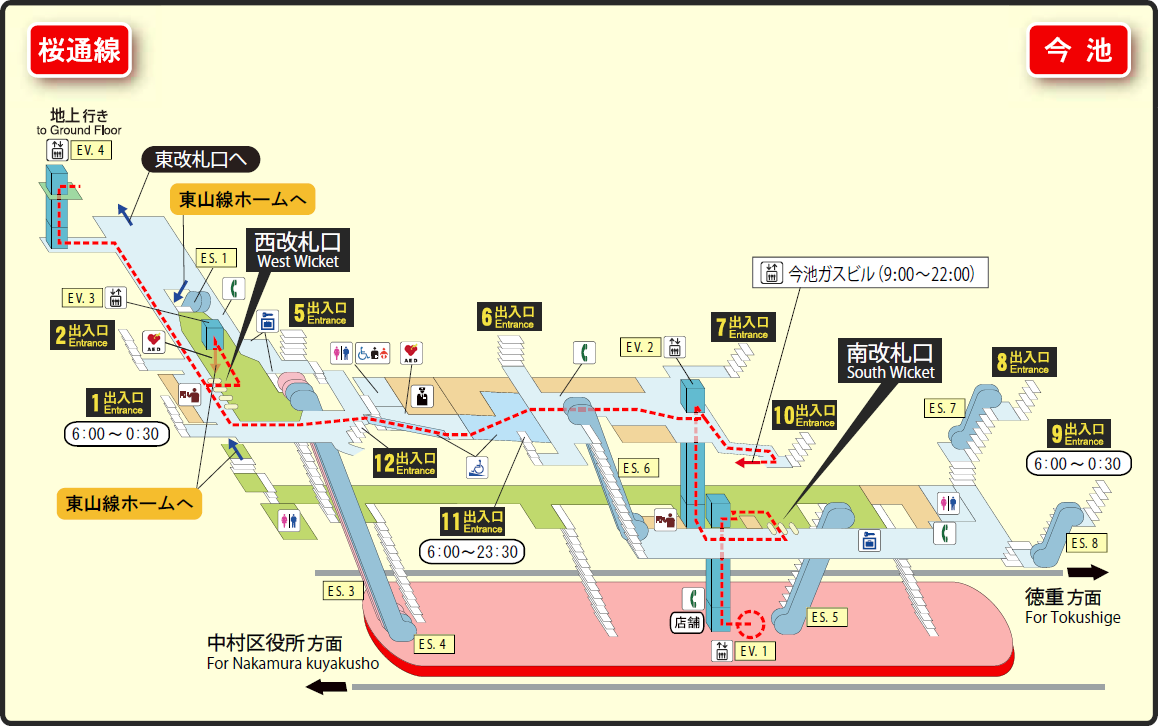

## 利用状況
年度別乗車人員は以下のとおりである。なお、乗り換え人員は含まない。
東山線の駅では22駅中10位、桜通線の駅では21駅中6位、名古屋市営地下鉄全駅では87駅中12位の乗車人員である。
| 年度               | 東山線乗車人員（人/日） | 桜通線乗車人員（人/日） | 乗車人員合計（人/日） |
| ------------------ | ----------------------- | ----------------------- | --------------------- |
| 2004年（平成16年） | 12,630                  | 8,299                   | 20,929                |
| 2005年（平成17年） | 12,870                  | 7,654                   | 20,524                |
| 2006年（平成18年） | 12,661                  | 7,805                   | 20,466                |
| 2007年（平成19年） | 12,472                  | 7,660                   | 20,132                |
| 2008年（平成20年） | 12,757                  | 7,843                   | 20,600                |
| 2009年（平成21年） | 12,896                  | 7,745                   | 20,641                |
| 2010年（平成22年） | 12,337                  | 7,561                   | 19,898                |
| 2011年（平成23年） | 12,069                  | 7,668                   | 19,737                |
| 2012年（平成24年） | 12,148                  | 7,785                   | 19,933                |
| 2013年（平成25年） | 12,654                  | 8,075                   | 20,729                |
| 2014年（平成26年） | 13,204                  | 8,453                   | 21,657                |
| 2015年（平成27年） | 13,308                  | 8,619                   | 21,927                |
| 2016年（平成28年） | 13,549                  | 8,887                   | 22,436                |
| 2017年（平成29年） | 13,918                  | 9,355                   | 23,273                |
| 2018年（平成30年） | 14,160                  | 9,700                   | 23,860                |
| 2019年（令和元年） | 14,210                  | 9,752                   | 23,962                |

## 駅周辺

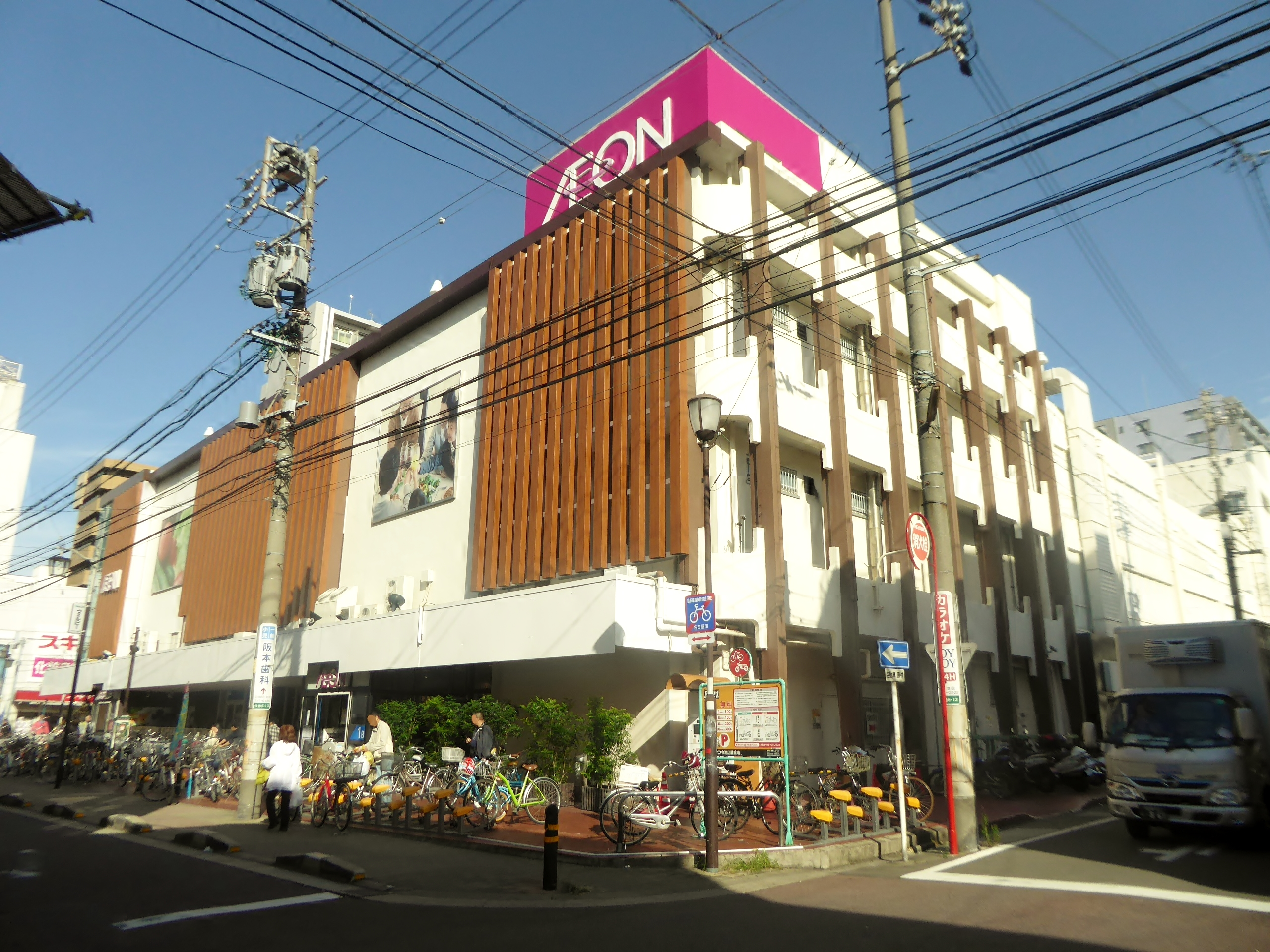
イオン今池店（2016年10月）

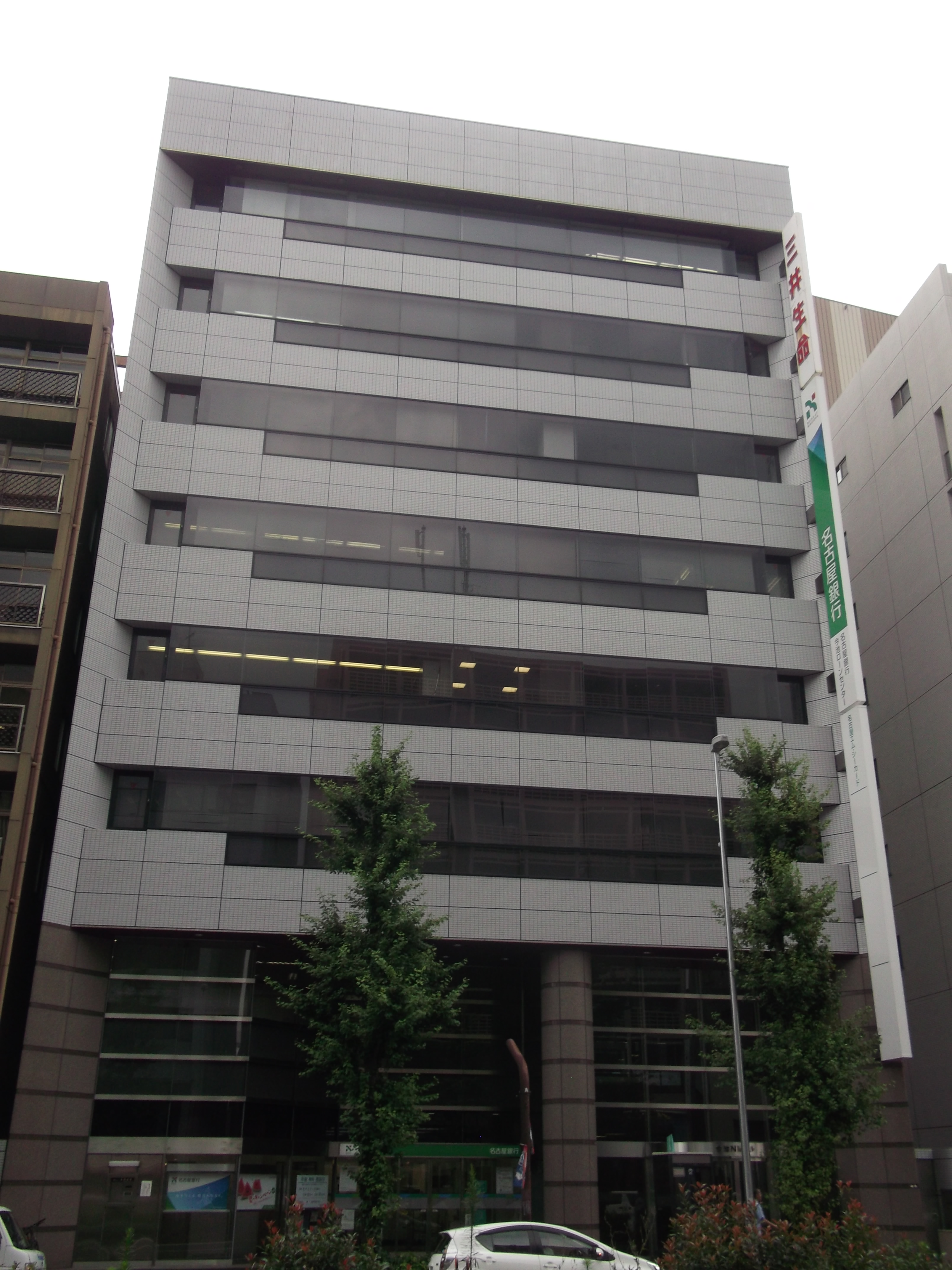
今池NMビル

### 周辺の概要
詳細は今池 (名古屋市)を参照。
名古屋の古くからの歓楽街の一つであるほか、商業施設（イオンなどの大型店舗を含む）も多くある。かつては映画館も多かったが近年は減少傾向にある。また、パチンコ店も多い。
駅周辺の一角には中高層店舗、事務所ビルが林立する商業地区がある。
地下鉄今池駅は東西に延びる錦通と南北に延びる名古屋市道名古屋環状線（環状線）との交点の地下に位置している。1974年までは名古屋市道名古屋環状線（環状線）の道路上を名古屋市電循環東線が通っており、付近に今池電停が存在した。また市電開業前の名古屋市道名古屋環状線（環状線）には名古屋市営無軌条電車が通っており、地下鉄桜通線に変わった現在も交通の要衝となっている。

### 主な施設
- 今池商店街：今池西南商店街・今池東南商店街・今池北商店街の総称[14]。網羅的に「今池商店街連合会」が組織されている[15]。
- 今池ガスビル
- 今池音楽会館
  - 名古屋芸術音楽学院
  - 今池芸音劇場
  - キノシタホール
- 名古屋シネマテーク（映画館）
- ボトムライン名古屋（ライブハウス）
- イオン今池店（旧・ダイエー今池店）
- デリスクエア
- ドン・キホーテ 名古屋今池店
- 千種郵便局
- 三菱UFJ銀行 今池支店・汁谷出張所
- りそな銀行 今池支店
- 三十三銀行 今池支店
- 十六銀行 今池・池下支店
- あいち銀行 今池支店
- あいち銀行 今池中央・振甫支店
- 大成 本社 研修センター
- 今池NMビル (当駅と千種駅の中間地点付近)
  - 名古屋銀行 今池支店・ローンセンター名古屋中央
- 電波学園
  - あいち造形デザイン専門学校
  - 名古屋外語・ホテル・ブライダル専門学校
- 名古屋市立今池中学校
- ホテルルートイン名古屋今池駅前
- 桜通（名古屋市道布池都通線）
- 錦通
- 広小路通（愛知県道60号名古屋長久手線）
- 環状線（名古屋市道名古屋環状線）
- ナゴヤドーム（バンテリンドーム ナゴヤ）へは名古屋市道名古屋環状線（環状線）を北へ徒歩30分程度。

## バス路線
名古屋市営バス：今池バス停
停留所は今池交差点の周辺に複数設置されている。今池を起終点とする路線は存在しない。
- 池下11：池下 - 今池 - 猪高車庫
- 千種11：千種駅前 - 今池 - 砂田橋
- 千種13：千種駅前 - 今池 - 緑ヶ丘住宅
- 八事12：千種駅前 - 今池 - 島田一ツ山
- 吹上11：大曽根 - 今池 - 吹上・御器所通
- 東巡回：大曽根 - 今池 - 茶屋ヶ坂
- 深夜1：栄 - 今池 - 藤が丘

## 隣の駅
名古屋市営地下鉄
 東山線
千種駅 (H12) - 今池駅 (H13) - 池下駅 (H14)
 桜通線
車道駅 (S07) - 今池駅 (S08) - 吹上駅 (S09)